# Paisatge (Mir)
Paisatge és un pastel sobre paper entelat de 49,6 × 64,6 cm pintat per Joaquim Mir i Trinxet cap als anys 1900-1903 i dipositat al Museu Nacional d'Art de Catalunya.

## Context històric i artístic
Mir va fer una estada a Mallorca entre 1900 i 1903, acompanyat pel seu amic Santiago Rusiñol. La descoberta del paisatge de l'illa va exercir una gran influència en el seu procés de maduració artística, que el portà a conrear un paisatge amb un llenguatge peculiar dotat d'una certa abstracció que combina llum i color. L'obra realitzada a Mallorca li va proporcionar l'admiració del públic i de la crítica del moment, que va valorar el talent de convertir la natura en un espectacle ple de lirisme. Aquest dibuix podria correspondre a aquesta etapa mallorquina que fa de Mir un dels referents indiscutibles de la modernitat artística catalana.